# Illa de Medjumbe
L'illa de Medjumbe és una de les illes Querimba a la costa nord de Moçambic, dins del Parc Nacional de Quirimbas. És de propietat privada, funciona com un centre turístic exclusiu. Els allotjaments són cabanes de fusta amb sostre de palla. L'illa té 1 kilòmetre (0,62 milles) de llarg i 500 metres (1.600 milles) d'ample. Està rodejat d'espectaculars esculls de coral. Les activitats turístiques inclouen el busseig i el snorkeling, el windsurf i la pesca en alta mar.